# Filme 4-D
Um filme 4-D (às vezes escrito filme 4D) é um termo de marketing que descreve um sistema que combina um filme 3D com efeitos físicos que ocorrem em sincronia com o filme. Como os efeitos físicos eram muito caros para serem realizados em salas de cinemas, os filmes 4-D eram normalmente apresentados em locais especiais como parques de diversões e eventos especializados. No entanto, a Coreia teve uma das primeiras salas de cinema que tiveram a capacidade de apresentar filmes em 4-D. O filme "Avatar"  foi um dos dez primeiros que receberam um tipo de tratamento para exibição, começando com o "Journey to the Center of the Earth (2008)".

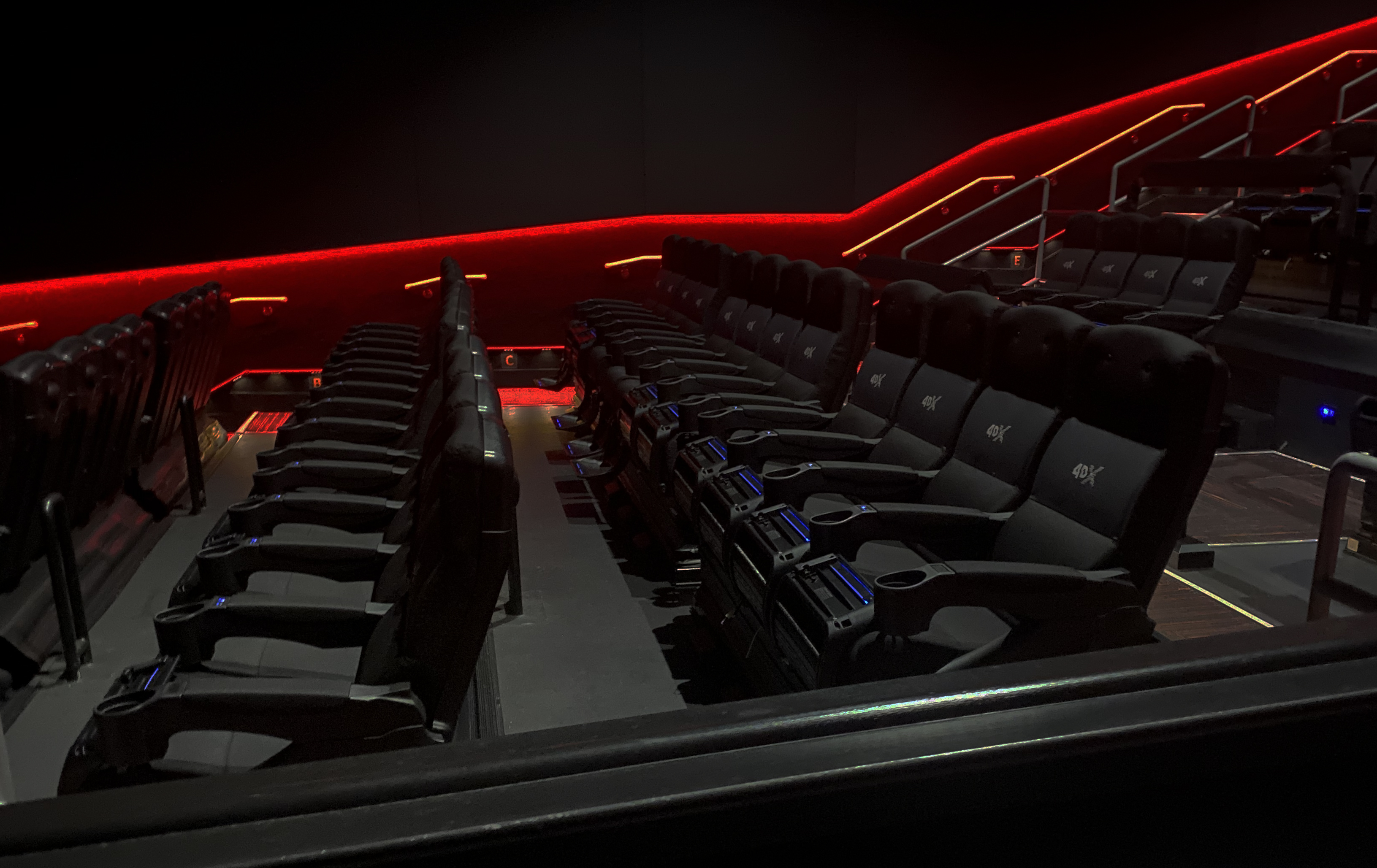
Local 4D completo com assentos com movimentação aprimorada e tecnologia olfativa multissensorial.

Alguns dos efeitos que são simulados em filme 4-D (mas não obrigatórios) incluem: chuva, vento, luzes estroboscópicas e vibração dos assentos. O uso de sprays de água e jatos de ar são bastante comuns. Também podem incluir o uso da resolução 4K.
Não existe um padrão consistente para a utilização do termo "4D", quando descreve a apresentação dele em um filme. Nos cinemas, filmes 4D também têm ocasionalmente sido comercializados como 5D, 6D, 7D, 8D, 9D, 11D, 15D e assim por diante, a fim de enfatizar a variedade ou exclusividade de seus efeitos teatrais. Este é cientificamente diferente do real espaço quadridimensional. Formatos notáveis para a prestação de diferentes aspectos de uma "quarta dimensão" para filmes incluem Human 4D, Sensurround, Smell-O-Vision e 4DX. Em junho de 2015, cerca de 530 telas em todo o mundo instalaram a tecnologia.